# Franklinite
La franklinite est une espèce minérale composée d'oxyde de fer et de zinc de formule (Zn,Mn+2,Fe+2) (Fe+3,Mn+3)2 O4 avec des traces de (composition : Mn 18,58 %, Zn 16,59 %, Fe 37,78 %, O 27,06 %). Les cristaux peuvent atteindre 22 cm .

## Inventeur et étymologie
Décrite par Pierre Berthier en 1819, le minéral tient son nom de la localité de Franklin dans le New Jersey aux États-Unis, elle-même baptisée en honneur de Benjamin Franklin. Berthier l'avait initialement orthographié "francklinite" .

## Topotype
Mines Franklin & Sterling Hill, Ogdenburg, Comté de Sussex, New Jersey, États-Unis

## Cristallographie
- Paramètres de la maille conventionnelle : {\displaystyle a} = 8,42 Å ; Z = 8 ; V = 596,95 Å3
- Densité calculée = 5,26 g cm−3

## Cristallochimie
- Elle fait partie du groupe des spinelles

## Synonymie
- ferrite de zinc (m.)[4]
- francklinite (Berthier 1819) : orthographe initiale de l'espèce.
- Isophane (Breithaupt) [5]
- magnofranklinite (Canfield (1892) [6].
- zinkoferrite

## Gîtologie
- Le minéral est formé en conditions métasomatiques en calcaire, dans les lits ou les veines produits par le métamorphisme de fer, le zinc le manganèse.

### Minéraux associés
Zincite, willemite, calcite, andradite, manganosite, rhodochrosite, gahnite, berzeliite, braunite, hausmannite, hématite, hetaerolite, jacobsite, magnétite, rhodonite, sarkinite.  

### Le groupe du spinelle
Rassemble des espèces de structure similaire. Il existe plus de 20 espèces. La formule générique est XY2O4 où X représente un métal divalent (Magnésium, fer, nickel, manganèse et/ou le zinc) et Y un métal trivalent (Aluminium, fer, chrome et / ou manganèse, le titane). 
- Chromite
- Franklinite
- Gahnite
- Magnésiochromite
- Magnétite
- Minium
- Spinelle

## Gisements remarquables
- États-Unis

Mines Franklin & Sterling Hill, Ogdenburg, Comté de Sussex, New Jersey
- Mexique

Mine de San Antonio Mun. de Aquiles Serdán, État de Chihuahua
- Russie

Carrière de marbre Pereval, Région du lac Baïkal, Sibérie

## Critères de détermination
La franklinite est identifiable par sa couleur noire (les minces fragments translucides sont rouge foncé), sa faible attraction aux champs magnétiques, de plus elle est moins magnétique que la magnétite, son absence de fluorescence ; elle est en outre soluble dans l'acide chlorhydrique.

## Utilisations
Minerai important de zinc et de manganèse.